# Правительства Первой французской республики
Правительства Первой французской республики — перечисляют правительства революционной Франции периода Первой республики:

## Национальный конвент
- Национальный конвент с 21 сентября 1792 года по 26 октября 1795 года.

## Комитет общественного спасения
- Комитет общественного спасения:
  - Монтаньярский конвент с 6 апреля 1793 по 27 июля 1794;
  - Термидорский конвент с 26 октября 1795 по 2 ноября 1795.

## Исполнительная директория
Директория со 2 ноября 1795 года по 9 ноября 1799 года:
- Жан-Франсуа Ребелль, президент Директории со 2 ноября 1795 по 31 января 1796;
- Этьенн-Франсуа Лё Турнёр, президент Директории с 31 января 1796 по 30 апреля 1796;
- Лазар Карно, президент Директории с 30 апреля 1796 по 29 июля 1796;
- Луи-Мари де Ларевельер-Лепо, президент Директории с 29 июля 1796 по 1 ноября 1796;
- Поль Баррас, президент Директории с 1 ноября 1796 по 30 января 1797;
- Жан-Франсуа Ребелль, президент Директории с 30 января 1797 по 30 апреля 1797;
- Этьенн-Франсуа Лё Турнёр, президент Директории с 30 апреля 1797 по 26 мая 1797;
- Лазар Карно, президент Директории с 26 мая 1797 по 24 августа 1797;
- Луи-Мари де Ларевельер-Лепо, президент Директории с 24 августа 1797 по 27 ноября 1797;
- Поль Баррас, президент Директории с 27 ноября 1797 по 25 февраля 1798;
- Филипп Антуан Мерлен де Дуэ, президент Директории с 25 февраля 1798 по 26 мая 1798;
- Жан-Франсуа Ребелль, президент Директории с 26 мая 1797 по 24 августа 1798;
- Жан-Батист Трельяр, президент Директории с 24 августа 1797 по 27 ноября 1798;
- Луи-Мари де Ларевельер-Лепо, президент Директории с 27 ноября 1798 по 25 февраля 1799;
- Поль Баррас, президент Директории с 25 февраля 1799 по 26 мая 1799;
- Филипп Антуан Мерлен де Дуэ, президент Директории с 26 мая 1799 по 18 июня 1799;
- Эммануэль-Жозеф Сийес, президент Директории с 18 июня 1799 по 23 сентября 1799;
- Луи Гойе, президент Директории с 23 сентября 1799 по 10 ноября 1799.

## Французский консулат
- Временное консульство с 9 ноября по 24 декабря 1799 года;
- Десятилетнее консульство с 25 декабря 1799 по 2 августа 1802;
- Пожизненное консульство Наполеона Бонапарта со 2 августа 1802 по 18 мая 1804.